# الجيش الصوماليلاندي
القوات البرية الصوماليلاندية، رسميًا الجيش الوطني صوماليلاندي (بالصومالية: Ciidanka Qaranka Somaliland)‏، هي القوة البرية وأكبر فرع من القوات المسلحة الصوماليلاندية يقع في هرجيسا عاصمة أرض الصومال.